# Teodoro Nitti
Teodoro Nitti est un ancien arbitre argentin de football, international de 1978 à 1985.

## Carrière
Il a officié dans des compétitions majeures : 
- Copa América 1983 (1 match)
- Copa Libertadores 1983 (finale aller)